# 360 Main (Winnipeg)
360 Main (auch: Commodity Exchange Tower) ist ein hohes Bürogebäude in Winnipeg, Manitoba, Kanada. Das Gebäude befindet sich auf der 360 Main Street, verfügt über 31 Etagen und erreicht eine Höhe von 117 Metern. Das Gebäude war nach Fertigstellung als Commodity Exchange Tower bekannt. Da die Börse ihren Hauptsitz in dem Gebäude hatte. Die Börse zog aufgrund eines Zusammenschlusses in ein anderes Gebäude etwas außerhalb von Winnipeg. Nachdem die Namensrechte  1990 ausgelaufen sind, wurde das Gebäude in 360 Main umbenannt. Betrieben wird das Gebäude von dem kanadischen Immobilienunternehmen Artis Reit.

## Geschichte
Das Gebäude wurde 1979 fertiggestellt und ist mit der unterirdischen Shopping mall, der Winnipeg Square Shopping Mall verbunden.

## Nutzung
Heute haben mehrere Unternehmen in dem Gebäude ihre Büros, daneben befinden sich im Erdgeschoss mehrere Cafe's und Restaurants und Shops.